# Аргамаково (Мордовия)
Аргама́ково — село в Рузаевском районе.

## Название
Название-антропоним: владельцами этого населённого пункта были Аргомаковы, служилые люди на Атемарско-Пензенской засечной черте.

## География
Расположено на речке Акшенас, в 20 км от районного центра и железнодорожной станции Рузаевка.

## История
В «Списке населённых мест Пензенской губернии» (1869) Аргамаково (Маковщина) - деревня владельческая из 39 дворов Саранского уезда.
С 1747 г. Аргамаково принадлежало семье Радищевых.
В 1931 г. был создан колхоз им. Фрунзе, с 2002 г. - СХПК (специализация - животноводство).

## Население
| 2002 | 2010 |
| ---- | ---- |
| 381  | ↗428 |

Национальный состав
Население 406 чел. (2001), в основном русские.

## Инфраструктура
Магазин, медпункт.

## Люди, связанные с селом
Здесь живёт и работает Герой Социалистического Труда В. А. Наумов.

## Источник
- Энциклопедия Мордовия, В. П. Беляков.